# Fov
Culoarea fov (latină  fulvus) este o culoare brun-roșcată sau galben-roșiatică,  asemănătoare cu culoarea grâului sau a blănii bovinelor. Termenul fov este preluat din cuvântul francez fauve. Adesea termenul fov este considerat sinonim cu lignicolor.

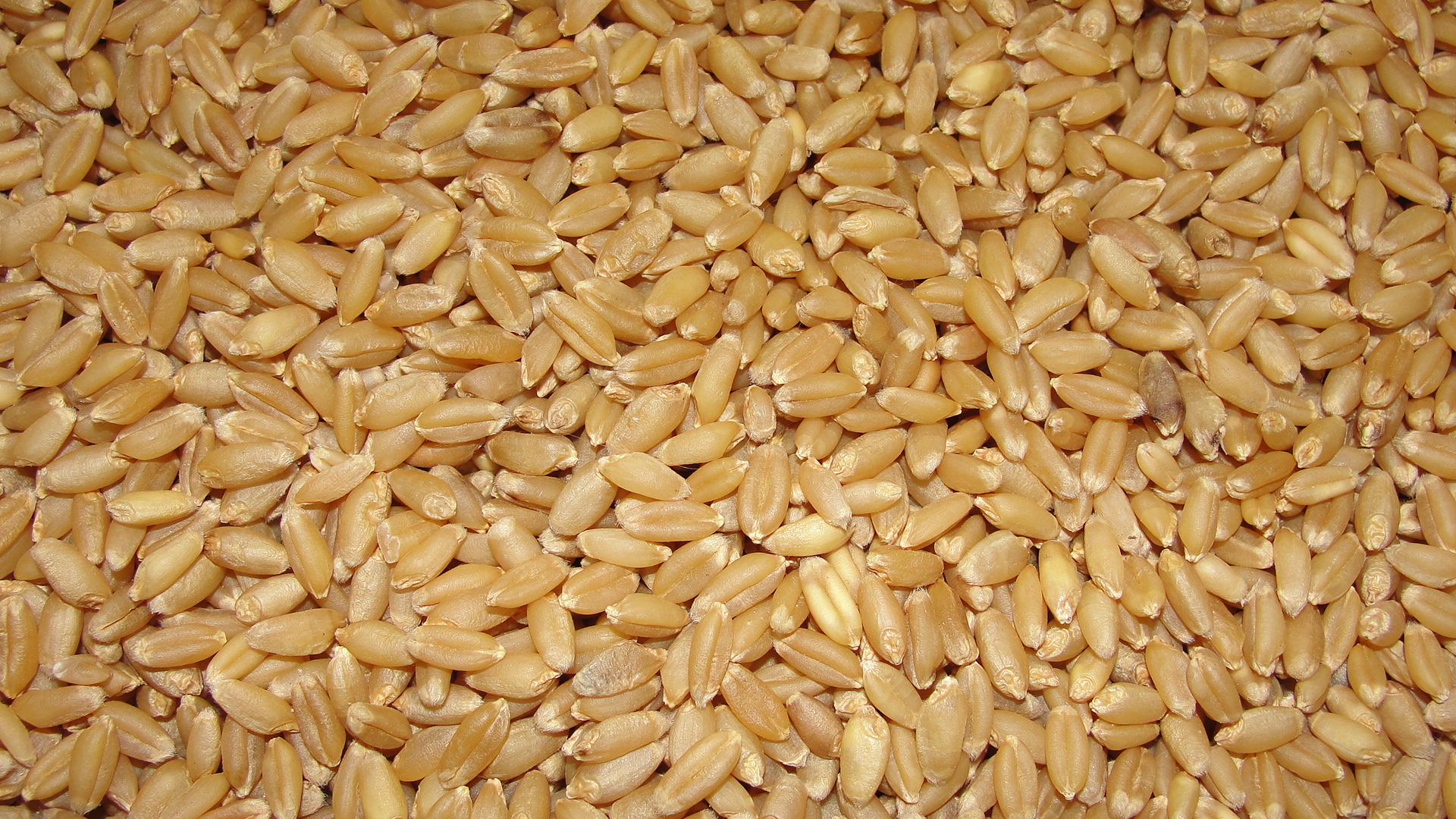
Culoarea grâului
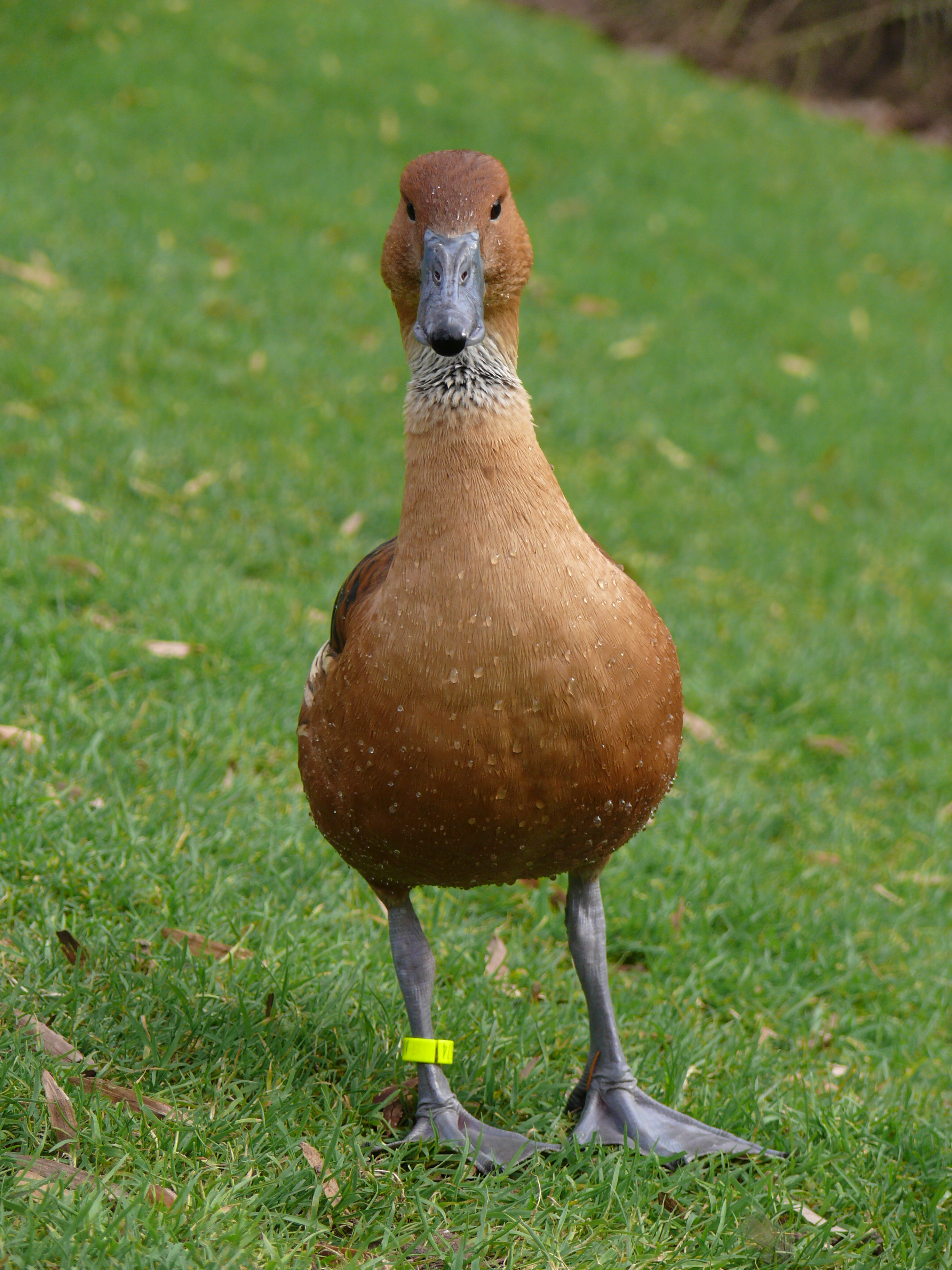
Rața arboricolă galbenă (Dendrocygna bicolor) are penajul fov
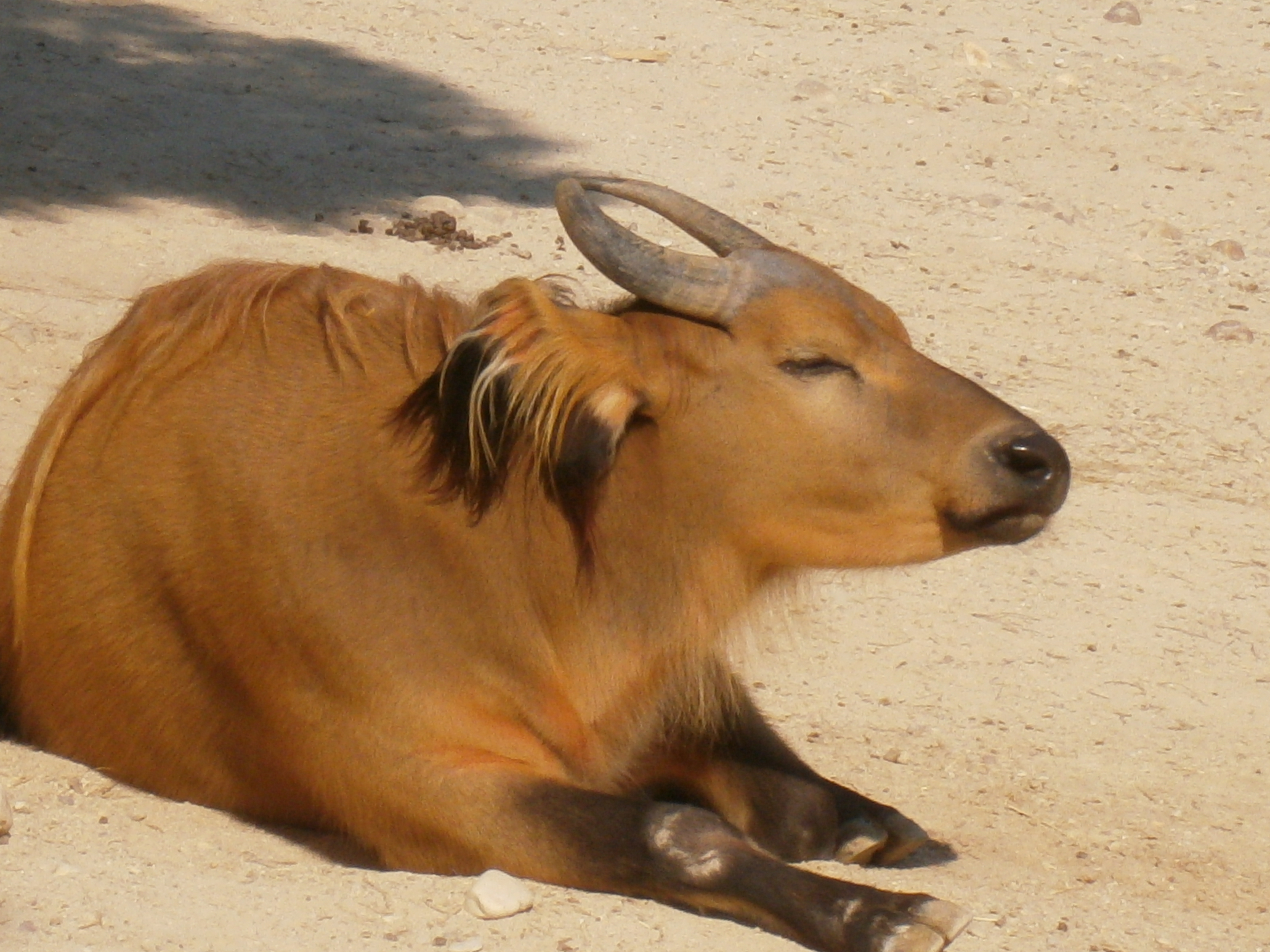
Bivolul african de pădure (Syncerus caffer nanus)